# Antoine Predock

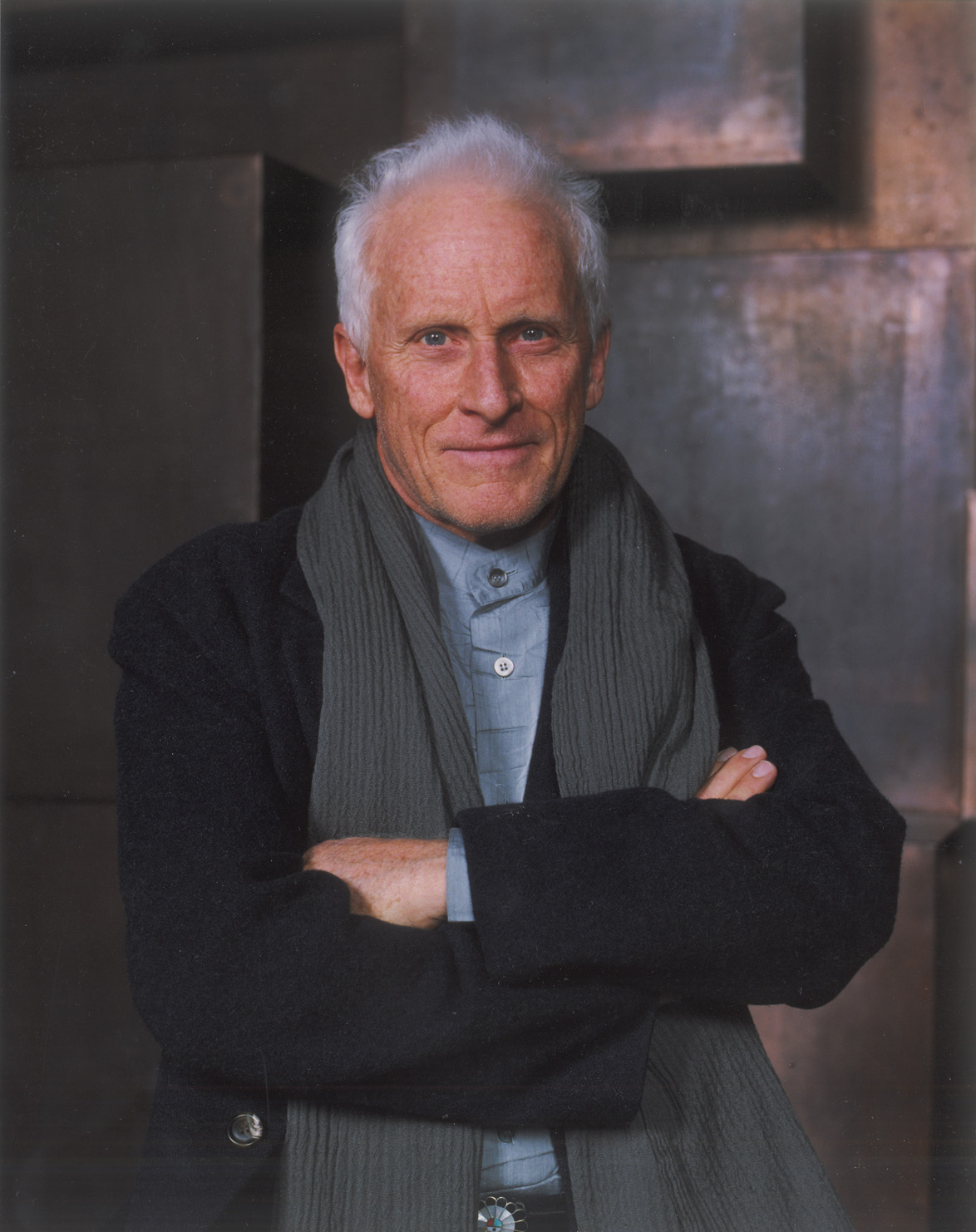
Antoine Predock (2005)

Antoine Predock (* 24. Juni 1936 in Lebanon, Missouri; † 2. März 2024) war ein US-amerikanischer Architekt.

## Leben
Antoine Predock, Sohn eines Ingenieurs, studierte zunächst Ingenieurwissenschaften an der Engineering School der University of Missouri (1955–1956) und der University of New Mexico in Albuquerque (1957–1961) und schloss sein Studium 1960 mit einem Bachelor of Architecture an der Columbia University in New York City ab.
Nachdem er drei Jahre lang als Designer in den Büros von I.M.Pei and Partners in New York City und Gerald McCue Associates in San Francisco gearbeitet hatte, gründete Predock 1967 sein eigenes Architekturbüro Antoine Predock Architect PC in Albuquerque, New Mexico und betrieb später weitere Büros in Los Angeles und zuletzt auch in Taipeh (Taiwan). Er hatte eine Berufszulassung für zahlreiche US-Bundesstaaten. Außerdem war er als Innenarchitekt und Landschaftsarchitekt eingetragen. Überwiegend entwarf er Bauten im Südwesten der USA, wobei er sich jeweils von der regionalen Bautradition inspirieren ließ. Stilistisch werden viele seiner Bauten der Postmoderne zugerechnet. Er lehrte an zahlreichen Universitäten, zuletzt an der University of New Mexico, School of Architecture and Planning, Albuquerque, New Mexico (2014–2021).
Erste USA-weite Aufmerksamkeit erzielte Predock 1970 mit dem Projekt La Luz Community in Albuquerque, Bundesstaat New Mexico. Seinen ersten Sieg in einem nationsweiten Wettbewerb errang er beim Nelson Fine Arts Center der Arizona State University. Zu Predocks Projekten gehören neben Wohnhäusern auch das Tang Teaching Museum and Art Gallery am Skidmore College, des Baseballstadion PETCO Park für die San Diego Padres, das Southern Branch of the National Palace Museum in Südtaiwan und das Canadian Museum for Human Rights in Winnipeg.
1985 wurde Predock mit dem Rompreis der American Academy in Rome ausgezeichnet. 2005 kam er in die Endauswahl zum National Design Award, Kategorie Architekturentwurf. 2006 zeichnete ihn das American Institute of Architects mit dessen höchster Auszeichnung, der Goldmedaille, aus. Vom Smithsonian Cooper-Hewitt National Design Museum erhielt er den Lifetime Achievement Award für seine Lebensleistung. 2014 wurde Antoine Predock in New York zum Mitglied (NA) der National Academy of Design gewählt.

## Ehrungen und Auszeichnungen (Auswahl)
- 1962/63 William Kinne Fellows Traveling Prize, Columbia University´
- 1985 American Academy in Rome (Fellow)
- 2014 Royal Architectural Institute of Canada (Fellow)
- 2015 Royal Institute of British Architects International (Fellow)
- Ehrendoktorwürde der University of Minnesota, University of New Mexico, University of Missouri

## Bauten (Auswahl)

Klassenzimmer + Laborgebäude (CLA Building), California State Polytechnic University

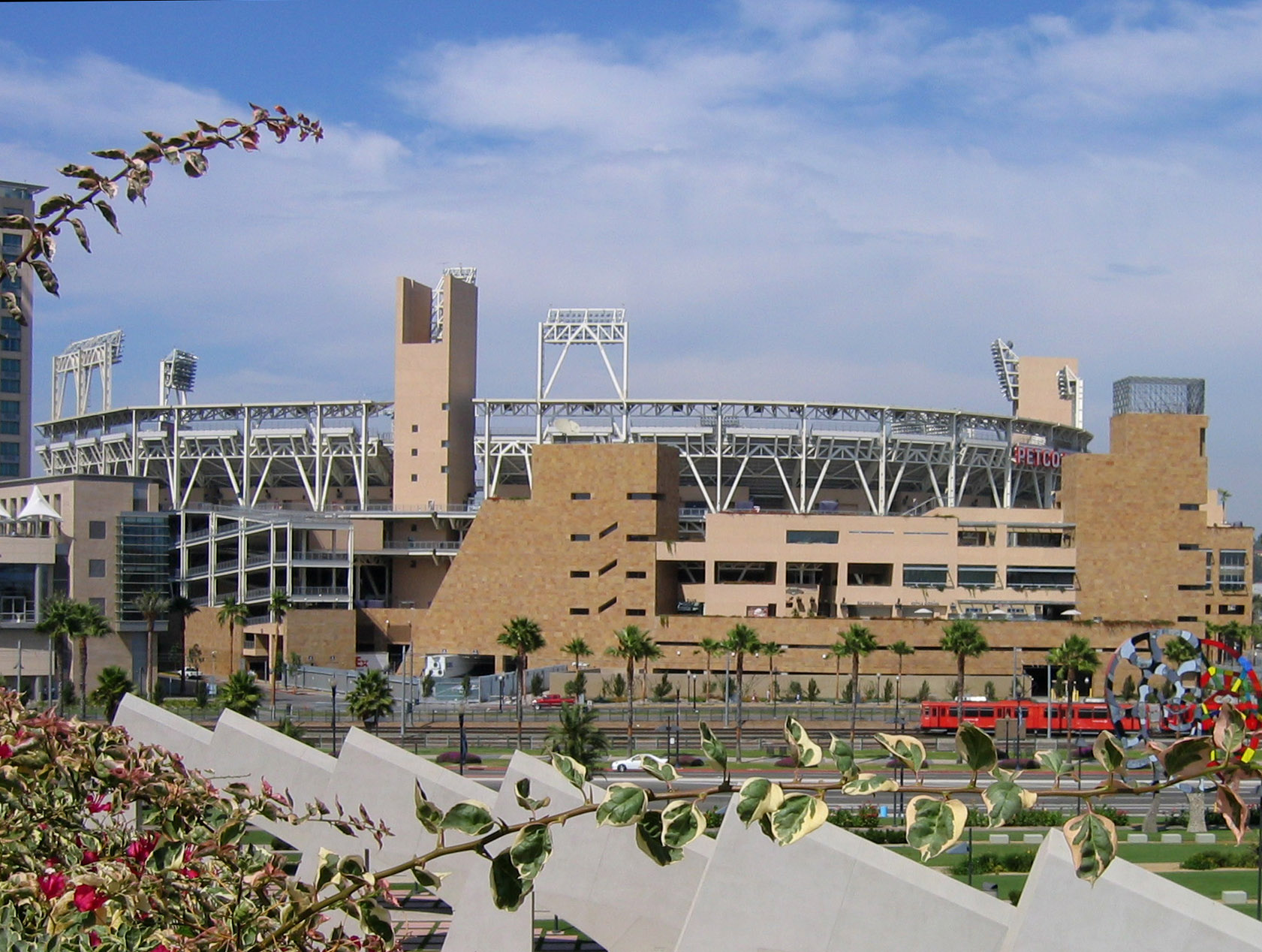
Das Baseballstadion Petco Park in San Diego von außen

- 1970 – La Luz Community, New Mexico
- 1976 – Boulder House, Albuquerque[6]
- 1982 – Rio Grande Nature Center, New Mexico
- 1989 – Nelson Fine Arts Center, Arizona State University, Tempe
- 1990 – Las Vegas Zentralbibliothek + Kindermuseum, Nevada
- 1991 – Venice Beach House, Kalifornien
- 1991 – Mandell Weiss Forum, University of California, Standort San Diego
- 1992 – Hotel Santa Fe, Euro Disney, Frankreich
- 1992 – Klassenzimmer + Laborgebäude, California State Polytechnic University
- 1993 – Turtle Creek House, Texas
- 1993 – American Heritage Center, University of Wyoming
- 1994 – Gebäude der Fakultät Sozial- und Geisteswissenschaften, University of California, Standort Davis
- 1994 – Bürgerzentrum in Thousand Oaks, Kalifornien
- 1994 – Öffentliche Bibliothek in Mesa, New Mexico
- 1995 – Wissenschafts- und Industriemuseum (Museum of Science & Industry), Florida
- 1995 – Ventana Vista School, Arizona
- 1996 – Konservatorium der University of California, Standort Santa Cruz
- 1996 – Zentrum für Integrierte Systeme (Center for Integrated Systems), Stanford University, Kalifornien
- 1997 – Spencer Theater, New Mexico
- 1997 – Wissenschaftszentrum Arizona (Arizona Science Center), Arizona
- 1997 – Tanzstudio, University of California, Standort San Diego
- 1997 – Zentrum für Nanowissenschaften und Nanotechnologie, Rice University, Texas
- 2000 – Tang Teaching Museum – Skidmore College, New York
- 2000 – McNamara Alumni Center, University of Minnesota
- 2003 – Robert Hoag Rawlings Bibliothek, Colorado
- 2003 – Tacoma Art Museum, Washington
- 2004 – Petco Park (Baseballstadion der San Diego Padres), Kalifornien
- 2004 – Rathaus von Austin, Texas
- 2004 – Flint RiverQuarium, Georgia
- 2004 – Zentrum für Darstellende Kunst + Lernen, Pima Community College, Arizona
- 2006 – Freizeiteinrichtung der Ohio State University, Ohio
- 2006 – Discovery Canyon Academy School, Colorado
- 2006 – Highlands Pond House,
- 2007 – George Pearl Hall, School of Architecture, University of New Mexico
- 2008 – Trinity River Interpretive Center, Texas
- 2014 – Kanadisches Museum für Menschenrechte, Winnipeg, Manitoba
- in Planung/im Bau – National Palace Museum (Zweig Süd), Süd-Taiwan
- in Planung/im Bau – Cornerstone Arts Center, Colorado College
- in Planung/im Bau – Doudna Fine Arts Center, Eastern Illinois University

## Schriften
- Ride: Antoine Predock: 65 Years of Architecture,  Rizzoli 2024, ISBN 978-0847899517